# 페테르 본드라
페테르 본드라(슬로바키아어: Peter Bondra, 1968년 2월 7일 ~ )는 슬로바키아의 은퇴한 아이스하키 선수로 포지션은 라이트윙이다. 현역 시절에 내셔널 하키 리그(NHL)에서 주로 활동했으며, 워싱턴 캐피털스, 오타와 세너터스, 애틀랜타 스래셔스, 시카고 블랙호크스 소속으로 뛰었다. 1995년과 1998년에 리그 최다 골을 기록했으며, NHL에서 500골 이상을 기록한 역대 37번째 선수이다.
슬로바키아 아이스하키 국가대표팀의 일원으로 올림픽에 2번에 출전했고, 세계 아이스하키 선수권 대회에 2번 출전하여 우승 1회, 3위 1회를 차지했다. 은퇴 후에는 2007년부터 2011년까지 슬로바키아 대표팀 단장을 맡았다.